# Paul Zulehner

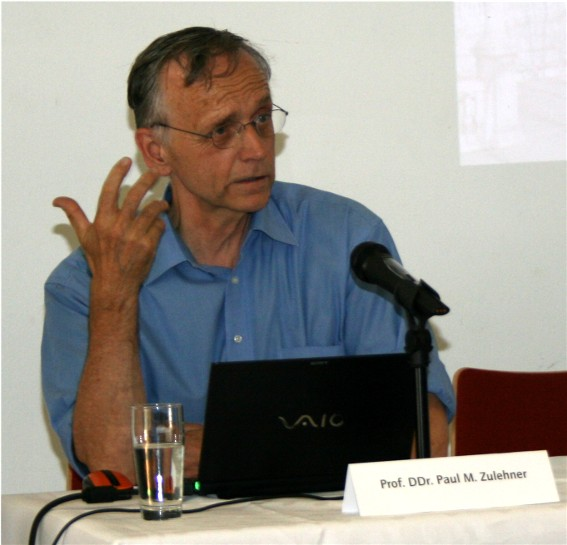
Paul M. Zulehner am 2. Juli 2008 bei einem Vortrag in der Katholischen Landvolkshochschule „Schorlemer Alst“

Paul Michael Zulehner (* 20. Dezember 1939 in Wien) ist ein österreichischer Theologe und katholischer Priester. Der Religionssoziologe und frühere Universitätsprofessor ist seit 2008 emeritiert.

## Leben
Paul Zulehner wurde im Krankenhaus in Döbling geboren. Er war nach Josef (1932–2003), Hans (1934–2011) und Jörg (1938–2003) der vierte Sohn seiner Eltern Josef und Luise Zulehner, geborene Tauber. Sein Bruder Josef wurde 1961 von Franz König zum Priester geweiht. In seiner Jugend war Paul Zulehner Mitglied der Schottensängerknaben. Hier freundete er sich mit Georg Braulik und Wolfgang Schüssel an. Nach seiner Matura 1958 am Wasagymnasium studierte Paul Zulehner Theologie und Philosophie in Innsbruck, Wien und München. Er sieht sich als Schüler von Karl Rahner. Im Alter von 21 Jahren promovierte er 1961 in Innsbruck beim Sozialethiker Johannes Schasching zum Doktor der Philosophie. Mit einer Untersuchung über den Austromarxismus promovierte er 1964 in Innsbruck bei Gottfried Heinzel zum Doktor der Theologie. Am 29. Juni 1964 wurde er von Franz Jachym zum Priester geweiht. Seine Primiz feierte er am 19. Juli 1964 in Bad Schallerbach. Von 1965 bis 1967 arbeitete er als Kaplan in der Altmannsdorfer Kirche in Wien. 1967 wurde er Studienpräfekt im Wiener Priesterseminar und Assistent bei Rudolf Weiler an der Universität Wien. Das statistische Handwerk lernte er in den folgenden Jahren bei Hermann Denz an der Universität Linz. 1969 wurde er von Franz König zum Habilitationsstudium freigestellt. Er ging zunächst für ein Jahr nach Konstanz, wo er bei Thomas Luckmann studierte und im Pfarrhaus am Konstanzer Münster wohnte. Danach ging er für ein Jahr nach München, um bei Karl Rahner zu studieren. 1973 habilitierte sich Paul Zulehner beim Würzburger Pastoraltheologen Rolf Zerfaß mit einer Studie über Säkularisierung. 1973 ging er als Professor an die Universität Bamberg und von 1974 bis 1984 war er Universitätsprofessor in Passau. Sein Nachfolger in Passau wurde Isidor Baumgartner.
Seit 1984 war Zulehner Professor für Pastoraltheologie an der Universität Wien. Sein Spezialgebiet ist die Religions- und Werteforschung, worin er zahlreiche Forschungsprojekte und Studien im In- und Ausland durchführte. Er ist Berater mehrerer Fachgremien und ein gesuchter Referent. Neben seinem engeren Fachgebiet hat er u. a. zum Thema Jugendwerte, Männerforschung, zur Sinnfrage in der Gesellschaft und zur Kirchensteuer publiziert. Von 2000 bis 2007 war er Dekan der Katholisch-Theologischen Fakultät der Universität Wien. Er ist Mitglied des Wissenschaftlichen Beirats des oberösterreichischen Think Tanks Academia Superior.
Zulehner ist besonders aktiv in der Betreuung von Promotionen und Habilitationen. Dutzende von Personen wurden unter seiner Aufsicht zum Dr. theol. promoviert. Besonders viele waren Studierende aus dem Ausland, die am von Zulehner gegründeten Pastoralen Forum beteiligt sind. Kritiker wiesen darauf hin, dass manche Arbeiten wenig genau überprüft wurden, wie etwa die 2001 Dissertation von Ukpai Paulinus Anya über Pfarreien in Nigeria. Eine Untersuchung über Plagiate in theologischen Dissertationen stellte 2023 fest, dass Anyas angebliche empirische Erhebungen aus Afrika eigentlich aus einer Studie von nordamerikanischen Pfarreien kamen, obwohl der Doktorand nie auf die tatsächliche Quelle aufmerksam machte.

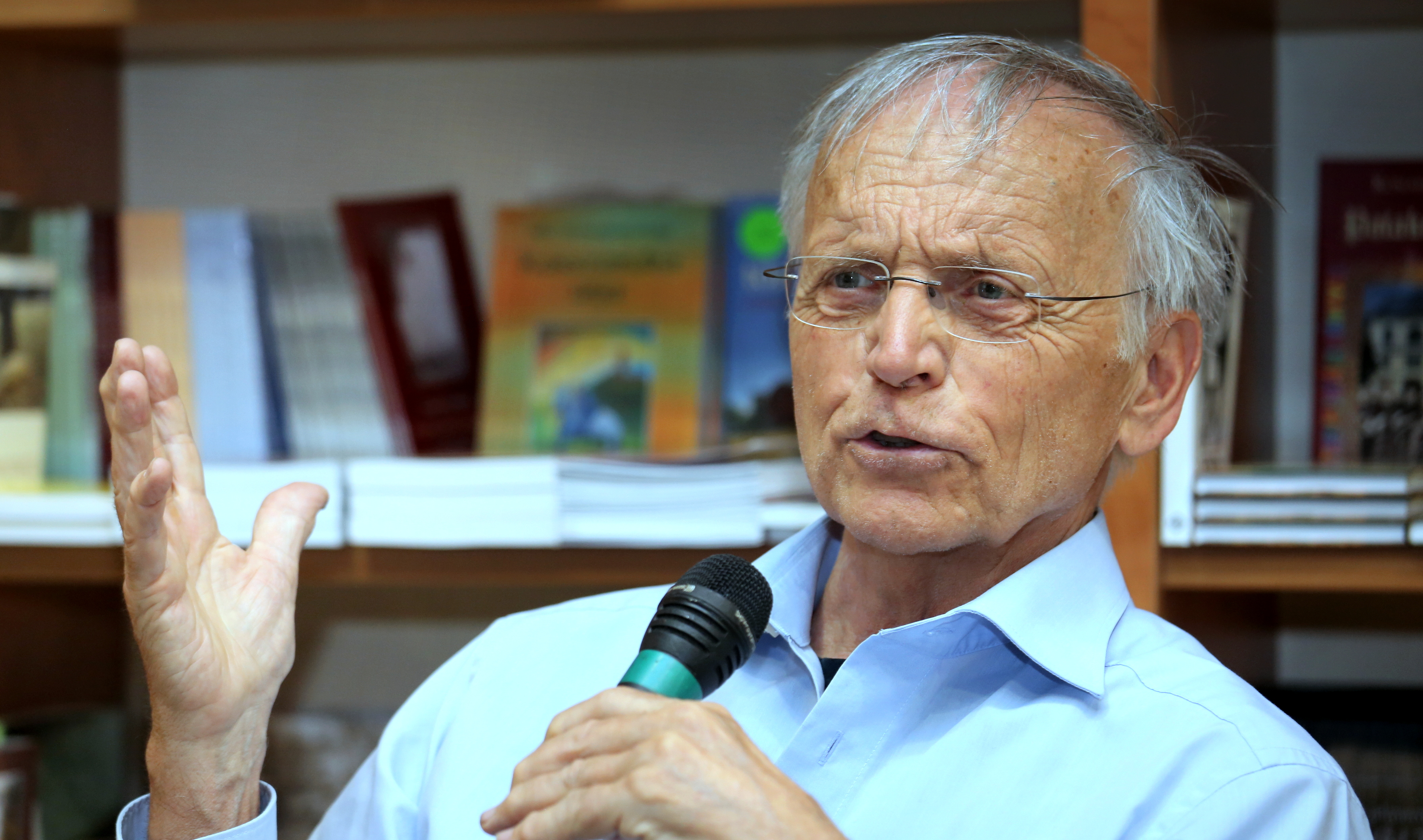
Paul M. Zulehner 2017

Am 16. Oktober 2017 initiierte Paul Zulehner zusammen mit dem Prager Religionsphilosophen Tomáš Halík die Online-Petition Pro Pope Francis, die bis zur Übergabe an den Papst am 28. Februar 2019 fast 75.000 Personen unterzeichneten. Darin wird dem Papst gegenüber zum Ausdruck gebracht, die Unterzeichner seien dem Papst für seine „mutige und theologisch wohl begründete Amtsführung dankbar“. Das Anliegen des Papstes sei „jeder einzelne von Gott geliebte Mensch.“ Die Petition sichert Papst Franziskus Gebet und Unterstützung zu und bestärkt ihn darin, seinen eingeschlagenen Weg fortzusetzen.
Nach dem Ende der Amazonassynode am 27. Oktober 2019, bei der sich die teilnehmenden Bischöfe dafür entschieden, den zuständigen kirchlichen Autoritäten für das Amazonasgebiet unter bestimmten Umständen die Weihe verheirateter Ständiger Diakone zu Priestern zu empfehlen, brachte Zulehner eine Online-Petition „Amazonien auch bei uns“ heraus, die zum Ziel hatte, ähnliche Vorschläge auch den deutschen Bischöfen zu unterbreiten.

## Auszeichnungen und Mitgliedschaften
- 1967: Kardinal-Innitzer-Preis
- Leopold-Kunschak-Preis[25]
- Karl-Renner-Preis[25]
- Alexander-von-Humboldt-Stipendium der Deutschen Bundesregierung: Studien in Konstanz (Thomas Luckmann) und Karl Rahner (München)[25]
- 1985–2000: Theologischer Berater des jeweiligen Vorsitzenden des Rates der Konferenz der Europäischen Bischofskonferenzen[25]
- 1987–1999: Beiratsmitglied in der Österreichischen Forschungsgemeinschaft[25]
- 2009: Großes Silbernes Ehrenzeichen für Verdienste um die Republik Österreich[26]
- Mitglied der Europäischen Akademie der Wissenschaften und Künste[25]
- Korrespondierendes Mitglied der Österreichischen Akademie der Wissenschaften[25]
- 2015: Ehrendoktor der Universität Erfurt
- 2019: Horst-Dähn-Preis Berlin mit +Miklos Tomka für Osteuropaforschung
- 2019: Ehrendoktor der Universität Babes-Bolyai in Cluj (Rumänien)
- 2023: Kardinal-Innitzer-Preis (Großer Preis)[27]
- 2025: Theologischer Preis der Salzburger Hochschulwochen

## Zitat
„...und in allem der Wunsch, daß es unserer obdachlosen Seele in einer unheimlichen Welt geschenkt werde, in jenem Geheimnis daheim zu sein, das wir in unserer religiösen Sprache seit altersher Gott nennen.“

## Schriften (Auswahl)
- Heirat – Geburt – Tod. Eine Pastoral zu den Lebenswenden. Verlag Herder, Freiburg im Breisgau/Wien 1976, ISBN 3-210-24506-1
- Helft den Menschen leben. Für ein neues Klima in der Pastoral. Verlag Herder, Freiburg im Breisgau/Wien 1978, ISBN 978-3-451-18228-0.
- Religion im Leben der Österreicher. Dokumentation eine Umfrage. Verlag Herder, Freiburg im Breisgau/Wien 1981, ISBN 978-3-210-24665-9.
- Scheidung – was dann...? Fragment einer katholischen Geschiedenenpastoral. Patmos Verlag, Düsseldorf 1982, ISBN 978-3-491-72116-6.
- Das Gottesgerücht. Bausteine für eine Kirche der Zukunft. Mit Texten von Josef Fischer und einer Meditation von Rolf Zerfaß. Patmos Verlag, Düsseldorf 1986, ISBN 978-3-491-77678-4.
- zusammen mit Josef Fischer und Max Huber: Sie werden mein Volk sein. Grundkurs gemeindlichen Glaubens. Patmos Verlag, Düsseldorf 1986, ISBN 978-3-491-72151-7.
- Wider die Resignation in der Kirche. Aufruf zu kritischer Loyalität. Verlag Herder, Freiburg im Breisgau/Wien 1989, ISBN 3-210-24953-9.
- Pastoraltheologie Band 1: Fundamentalpastoral. Kirche zwischen Auftrag und Erwartung.  Patmos Verlag, Düsseldorf 1989, ISBN 978-3-491-77658-6.
- Pastoraltheologie Band 2: Gemeindepastoral. Orte christlicher Praxis. Patmos Verlag, Düsseldorf 1989, ISBN 978-3-491-77659-3.
- Pastoraltheologie Band 3: Übergänge. Pastoral zu den Lebenswenden. Patmos Verlag, Düsseldorf 1990, ISBN 978-3-491-77660-9.
- Pastoraltheologie Band 4: Pastorale Futurologie. Kirche auf dem Weg ins gesellschaftliche Morgen. Patmos Verlag, Düsseldorf 1990, ISBN 3-491-77657-0.
- zusammen mit Hermann Denz: Wie Europa lebt und glaubt. Europäische Wertestudie. Patmos Verlag, Düsseldorf 1993, ISBN 978-3-491-77946-4.
- Ein Obdach der Seele. Geistliche Übungen – nicht nur für fromme Zeitgenossen. Patmos Verlag, Düsseldorf 1994, ISBN 978-3-491-77964-8.
- Kirchen-Ent-Täuschungen. Ein Plädoyer für Freiheit, Solidarität und einen offenen Himmel. Verlag Kremayr & Scheriau, Wien 1997, ISBN 978-3-218-00618-7.
- Ein Kind in ihrer Mitte. Wir brauchen Familien, geprägt von Stabilität und Liebe. Verlag Kremayr & Scheriau, Wien 1999, ISBN 978-3-218-00666-8.
- Wege zu einer solidarischen Politik. Eine Studie des Ludwig-Boltzmann-Instituts für Werteforschung. Tyrolia-Verlag, Innsbruck 1999, ISBN 3-7022-2224-3.
- zusammen mit Andreas Müller OFM und Arno Tausch (Hrsg.): Global Capitalism, Liberation Theology and the Social Sciences. An Analysis of the Contradictions of Modernity at the Turn of the Millennium. Nova Science Publishers, New York 1999, ISBN 978-1-56072-679-1.
- zusammen mit Anna Hennersperger: Sie gehen und werden nicht matt (Jes 40,31). Priester in heutiger Kultur. Ergebnisse der Studie Priester 2000. Schwabenverlag, Ostfildern 2001, ISBN 3-7966-1026-9.
- zusammen mit Fritz Lobinger und Peter Neuner: Leutepriester in lebendigen Gemeinden. Ein Plädoyer für gemeindliche Presbyterien. Schwabenverlag, Ostfildern 2003, ISBN 978-3-7966-1124-7.
- Kirche umbauen – nicht totsparen. Schwabenverlag, Ostfildern 2004, ISBN 3-7966-1173-7.
- MannsBilder. Ein Jahrzehnt Männerentwicklung. Herausgegeben im Auftrag des Bundesministeriums für soziale Sicherheit, Generationen und Konsumentenschutz. Schwabenverlag, Ostfildern 2004, ISBN 3-7966-1134-6.
- zusammen mit Katharina Renner: Ortsuche – Umfrage unter Pastoralreferentinnen und Pastoralreferenten im deutschsprachigen Raum. Schwabenverlag, Ostfildern 2006, ISBN 3-7966-1310-1.
- zusammen mit Anna Hennersperger: Damit die Kirche nicht rat-los wird. Pfarrgemeinderäte für zukunftsfähige Gemeinden. Schwabenverlag, Ostfildern 2010, ISBN 978-3-7966-1504-7.
- Kirchenvisionen – Orientierung in Zeiten des Kirchenumbaus. Patmos Verlag, Ostfildern 2012, ISBN 978-3-8436-0168-9.
- Mitgift. Autobiografisches anderer Art. Patmos Verlag, Ostfildern 2014, ISBN 978-3-8436-0542-7.
- zusammen mit Tomáš Halik (Hrsg.): Pro Pope Francis. Weltweite Unterstützung für den Papst aus dem Kirchenvolk. Patmos Verlag, Ostfildern 2018, ISBN 978-3-8436-1115-2.
- Eine epochale Reformchance. Zum Synodalen Weg der katholischen Weltkirche. Patmos Verlag, Ostfildern 2021, ISBN 978-3-8436-1359-0.